# دیگر ابخوست‌های یاپ
دیگر آبخوست‌های یاپ یکی از دو بخش ایالت یاپ در جزایر کارولین در کشور ایالات فدرال میکرونزی است. جمعیت آن در سال ۲۰۰۸، ۴،۰۲۷ نفر بود.

## منطقه‌های شهرداری
از بر پایه قوانین ایالت یاپ، دیگر آبخوست‌های یاپ، منطقه‌های شهرداری زیر را در بر می‌گیرد: (جمعیت‌ها در سال ۲۰۰۸ هستند.)
- یوریپیک (۱۱۹ نفر)
- الاتو (۱۱۳ نفر)
- فایس (۱۹۲ نفر)
- فارائولپ (۲۴۹ نفر)
- ایفالیک (۶۰۹ نفر)
- لاموترک (۳۹۲ نفر)
- نگولو (۲۶ نفر)
- ساتاوال (۵۶۳ نفر)
- یولیتی (۷۱۸ نفر)
- ولئای (۱،۰۸۱ نفر)